# حدس‌ها و ابطال‌ها
حدس‌ها و ابطال‌ها نام کتابی از فیلسوف اتریشی کارل پوپر است .
سخن اصلی نویسنده در این اثر آن است که ما می‌توانیم همواره از اشتباهات خود پند بگیریم و از آن‌ها فرصت‌های مناسب و خردمندانه برای خلق نظریه‌های نو و رشد معرفت پدیدآوریم. از نظر مؤلف، رد و ابطال یک نظریه، همواره برداشتن گامی رو به جلو است و ما را به حقیقت نزدیک‌تر می‌کند. این‌گونه است که ما می‌توانیم از اشتباهات خود پند بگیریم و نکات مهمی را بیاموزیم.
این کتاب توسط رحمت‌اله جباری ترجمه و در شرکت سهامی انتشار چاپ شده است.